# Enseñanzas sociales del papa Pío XII

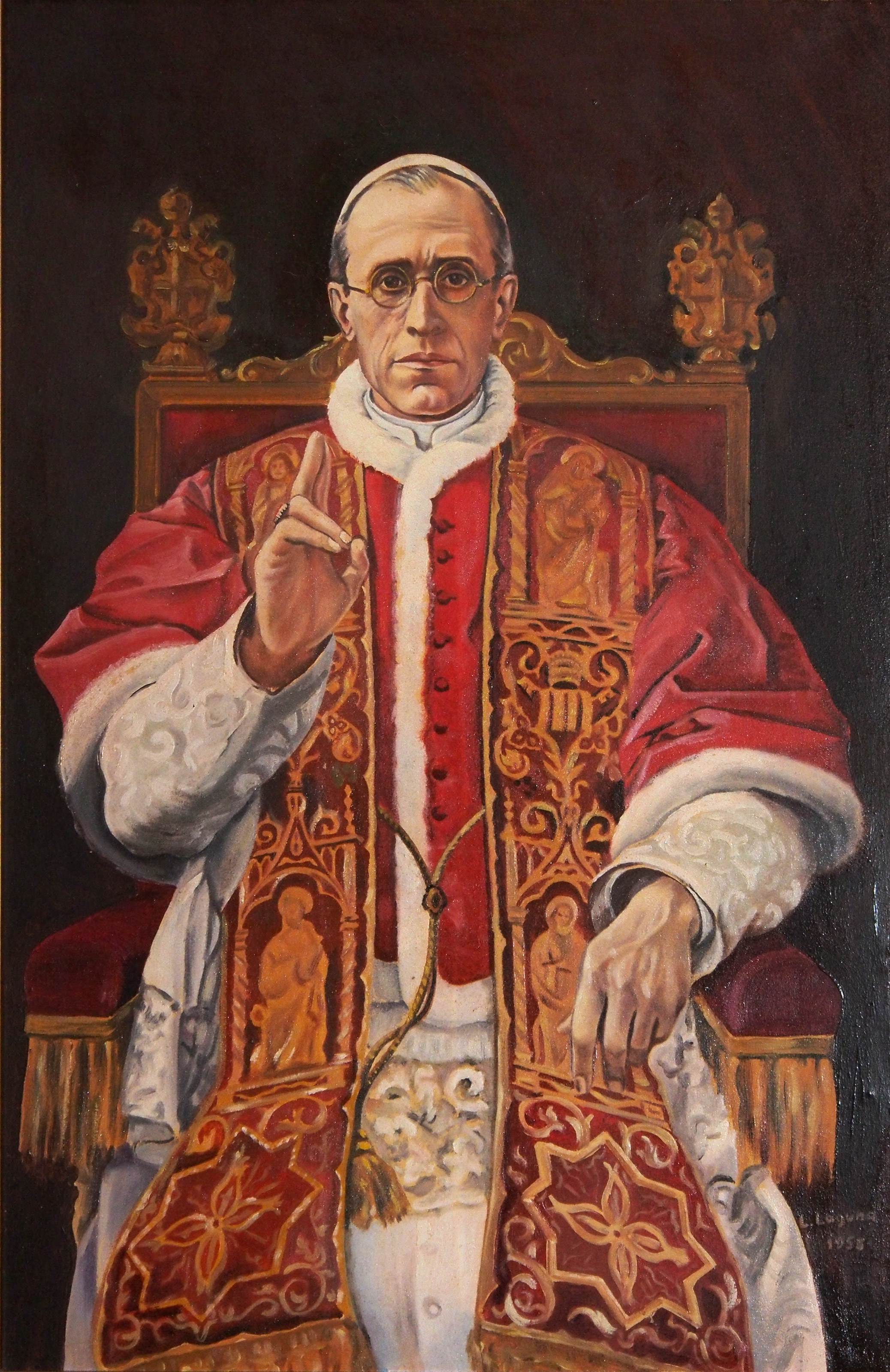
Retrato de Pío XII en el trono pontificio (1958), óleo sobre tela de Luis Fernández-Laguna

Las enseñanzas sociales de papa Pío XII se refieren al conjunto de encíclicas, constituciones apostólicas y alocuciones de este pontífice enmarcadas en un contexto no teológico, considerando temas como la medicina, ciencias, educación, justicia social, familia y sexualidad, y trabajo.

## Enseñanzas Sociales

### Teología de la medicina
Pío XII emitió numerosos discursos dirigidos a los profesionales de la medicina e investigadores, destacando el documento en latín: Discorsi Ai Medici que compila 700 páginas de directrices específicas. Aquí, el pontífice no sólo insta a los médicos, enfermeras y obstetras, a detallar a los pacientes todos sus derechos -respetando por cierto su dignidad -, responsabilidades médicas, e implicaciones morales de las enfermedades mentales y el uso de psicofármacos, sino que además, aborda el uso de la medicina en pacientes terminales, los problemas médicos que podrían aparecer cuando se enfrentan enfermedades graves, y los derechos que tienen los familiares a tomar decisiones, aunque vayan en contra de la opinión experta de los profesionales médicos. El pontífice, adelantándose a los nuevos tiempos, fue el primero en determinar que el uso de terapias contra el dolor en pacientes terminales está justificado, incluso si dicha terapia acortaba la vida, indicando que dicha situación no era el objetivo terapéutico en sí mismo que se perseguía.

### Sexualidad y conciencia
El papa Pío XII aceptó completamente el método del calendario como una forma moral de planificación familiar en dos alocuciones realizadas en 1951, aunque sólo limitado al contexto familiar. Cabe indicar sin embargo, que ya algunos católicos habían interpretado la encíclica de 1930 Casti connubii de Pío XI como un permiso moral para utilizar este método, y las reglamentaciones internas de la iglesia de 1853 y 1880 que declaraban que la abstinencia periódica era una vía moral para evitar el embarazo. Algunos historiadores consideran a estas dos alocuciones realizadas por Pío XII como la primera aceptación explícita de la iglesia de dicho método.
En su alocución destinada a las obstetras, Pío XII ofrece su interpretación de los placeres sexuales: 

«El creador por sí mismo... estableció que en la función procreadora, las esposas debería experiemntar placer y felicidad de cuerpo y espíritu. Además, ellas no realizan nada maligno en la búsqueda de dichas experiencias, aceptando lo que el creador les ha destinado. Al mismo tiempo, ellas debieran saber cómo auto-mantenerse dentro de los límites de la moderación» (alocuciones de Pío XII, 1951).

Para Pío XII:

«La conciencia es como el núcleo más íntimo y secreto del hombre. Allá dentro se refugia con sus facultades espirituales en absoluta soledad: solo consigo mismo, o mejor, solo con Dios –de cuya voz, la conciencia es un eco– y consigo mismo. Allí dentro se determina por el bien o por el mal; allí dentro escoge entre el camino de la victoria o el de la derrota. Aunque alguna vez quisiese, jamás lograría el hombre quitársela de encima; en su compañía, ora apruebe, ora desapruebe, recorrerá todo el camino de su vida, y siempre con ella, como testigo veraz e insobornable, se presentará al juicio de Dios. La conciencia es, por tanto, para expresarla con una imagen tan antigua como bella, un «aditon», un santuario ante cuyo umbral todos deben detenerse (...)» (extracto de la alocución Pío XII, 1952).

Al respecto, aplica tanto a los menores como a los más adultos: «Se puede argumentar correctamente que, el verdadero significado de la independencia de los adultos es no guiarlos como a un pequeño niño». 
El Concilio Vaticano II tomó como referente literal a estas citas sobre conciencia emanadas de Pío XII en el documento denominado Lumen Gentium, concluyendo que los fieles: 

«(...) bajo el influjo de la gracia, en cumplir con obras su voluntad, conocida mediante el juicio de la conciencia, pueden conseguir la salvación eterna» (Lumen Gentium, extracto del punto Nº 16).

Desde 1993, el Magisterio de la Iglesia explícitamente ha destacado este punto de vista particular de Pío XII, citándolo como uno de los elementos del catecismo católico. Bajo este contexto sin embargo, se debe indicar que la visión moderna de la iglesia católica sobre la planificación familiar fue desarrollada en 1968 a través de la encíclica Humanae Vitae publicada por el Papa Pablo VI y en la Teología del Cuerpo de Juan Pablo II.

### Teología y Ciencia
Para Pío XII, la ciencia y la religión son hermanas celestiales, constituyéndose en manifestaciones distintas de la exactitud divina, por lo que en términos generales, no es posible que se contradigan la una a la otra; en particular, y con respecto a dicha relación, su consejero -el profesor Robert Leiber- escribió: «Pío XII fue muy cuidadoso de no cerrar ninguna puerta prematuramente, siendo enérgico respecto a este punto, lamentando por cierto lo sucedido con Galileo».
Anticipándose a las plegarias realizadas por el papa Juan Pablo II en 1992, Pío XII realiza el siguiente comentario respecto a Galileo en su primera alocución realizada en 1939 para la Academia Pontificia de las Ciencias: «(...) el más audaz héroe de la investigación ... sin miedos a lo preestablecido y los riesgos a su camino, ni temor a romper los monumentos» (Pío XII, 1939, p. 34).
El pontífice mantuvo un interés cierto en los procedimientos de la Academia Pontificia de Ciencias, creado por su predecesor inmediato (Pío XI), dirigiendo sus sesiones en varias ocasiones.
La calidad científica de la Academia en la época de Pío XII fue intachable: Bohr, Planck, y Schrödinger fueron miembros en virtud del nombramiento del pontífice. De Broglie y Heisenberg fueron admitidos en 1955; mientras que el químico Bernard Pullman le dedicó parte de su libro, y más específicamente en la historia del atomismo, mencionando el interés del papa en la mecánica cuántica y la física atómica que emergió durante toda su vida:

«Among all 20th century popes, Pius XII was the one who dealt most extensively with the issue of atomism, particularly with the scientific and philosophical questions raised by the advent of quantum mechanics, questions that could not have left the Church indifferent. [His] two speeches to the Pontifical Academy... are lengthy and marvelously prepared dissertations that attest to the detailed knowledge the Pontiff had of the subject matter. Reading them is not unlike attending a magisterial lecture, as they constitute genuine updates on the state of knowledge at the time».
«Entre todos los papas del siglo XX, Pío XII fue el único que abordó de manera extensiva el atomismo, y más específicamente aquellas interrogantes científicas y filosóficas que emergieron con el advenimiento de la mecánica cuántica, cuestiones que por cierto no podían dejar indiferentes a la iglesia. [Sus] dos discursos realizados en la Academia Pontificia.... son disertaciones larga y maravillosamente preparadas que atestiguan el detallado conocimiento que el pontífice tenía sobre la materia en cuestión. Su lectura no es muy distinta a la de una conferencia magistral, dado que se constituyen en auténticas actualizaciones del estado del conocimiento hasta esa fecha» (Pullman, 1998, p. 318).

Pullman cita un discurso, fechado el 21 de febrero de 1943, como evidencia de que Pío XII ya era consciente de la posibilidad emergente de armas nucleares.
Resulta especialmente notable que Georges Lemaitre, quien no sólo era sacerdote católico, sino que además un astrofísico y estudiante de Eddington, y el primero en proponer que el universo se originó por la explosión de un «átomo primigenio» o «huevo cósmico» o hylem (conocida actualmente como Big Bang), fuera también un miembro de la Academia Pontificia durante los días del papado de Pío XII. Gracias a Lemaitre, el pontífice estuvo bien informado respecto al desarrollo de la astrofísica moderna. Al respecto, al comentar sobre «el estado y naturaleza de la materia original», el Santo Padre reconoció que la ciencia lo declaraba como un «enigma sin solución» pero continua diciendo que «(...) parece que la ciencia contemporánea, al retroceder millones de siglos hacia atrás, haya logrado hacerse testigo de aquel “Fiat lux” primordial, cuando junto con la materia brotó de la nada un mar de luz y radiación, mientras las partículas de los elementos químicos se dividieron y renunieron en millones de galaxias» (Pío XII, 1939, p. 82).
El papa llegó a señalar que estos hechos debieran continuarse investigando, y que las teorías encontradas en dicho contexto debieran ser «(...) nuevos desarrollos y pruebas en orden a ofrecer una base segura para el razonamiento» (Pío XII, 1939, p. 82).

### Evolución
En 1950, Pío XII promulga la encíclica Humani Generis, reconociendo que la evolución podría describir con exactitud los orígenes biológicos de la vida humana, pero a la misma vez criticaba a aquellos que la usaban como una religión, y que

«(...) admiten de hecho, sin discreción y sin prudencia, el sistema evolucionista, aunque ni en el mismo campo de las ciencias naturales ha sido probado como indiscutible, y pretenden que hay que extenderlo al origen de todas las cosas, y con temeridad sostienen la hipótesis monista y panteísta de un mundo sujeto a perpetua evolución» (Pío XII, 1950).

Mientras este documento puede ser considerado como la primera ocasión en que el papa explícitamente aborda la evolución in extenso, éste no representó un cambio en la doctrina de la iglesia católica, siguiendo la lógica de lo que el cardenal John Henry Newman escribió en 1868, «(...) la teoría de Darwin, verdadera o falsa, no necesariamente es ateística; por el contrario, esta puede sugerir simplemente una idea general de la divina providencia».